# Ca Robusté
Ca Robusté és una obra eclèctica de Valls (Alt Camp) protegida com a Bé Cultural d'Interès Local.
A partir de l'any 2020 es va iniciar una restauració de l'edifici per a ser convertit en habitatge cooperatiu. A l'any 2023 van entrar-hi a viure els nous residents.

## Descripció
Edifici entre mitgeres de tres plantes i celler subterrani. A la porta d'entrada hi ha muntants i una llinda de pedra, aquesta corba. Aquesta portalda amb dos fulls que són una barreja de fusta, ferro i vidre. En el lateral esquerra, hi ha una petita finestra a la part inferior i un balcó petit que té una base motllurada i la barana de ferro. Al costat dret, momés hi ha una finestra, totalment rectangular.
Els tres balcons del primer pis són iguals i tenen voladís motllurat, les barane són força senzilles. A la segona planta, els tres balcons existents són un xic més petits que els de la segona planta. Una cornisa remata la façana.
Edifici entre mitgeres amb tres obertures per planta. Ala planta baixa, hi ha una portalada amb muntants i unr arc de mig punt de pedra; a la dreta, hi ha una altra porta gran amb llinda horitzontal i muntants petris i, a l'esquerra, una petita finestra amb fulles de "llibret". Existeixen nou balcons que són tos iguals, tant quant al basament motllurat com a la barana. L'acabament de la barana té una cornisa longitudinal.